# Liste der Kulturdenkmäler in Mücke (Hessen)
Die folgende Liste enthält die in der Denkmaltopographie ausgewiesenen Kulturdenkmäler auf dem Gebiet  der Gemeinde Mücke, Vogelsbergkreis, Hessen.
Hinweis: Die Reihenfolge der Denkmäler in dieser Liste orientiert sich zunächst an Ortsteilen und anschließend der Anschrift, alternativ ist sie auch nach der Bezeichnung, der vom Landesamt für Denkmalpflege vergebenen Nummer oder der Bauzeit sortierbar.
Kulturdenkmäler werden fortlaufend im Denkmalverzeichnis des Landes Hessen durch das Landesamt für Denkmalpflege Hessen auf Basis des Hessischen Denkmalschutzgesetzes (HDSchG) geführt. Die Schutzwürdigkeit eines Kulturdenkmals hängt nicht von der Eintragung in das Denkmalverzeichnis des Landes Hessen oder der Veröffentlichung in der Denkmaltopographie ab.

Die Kulturdenkmäler der Gemeinde Mücke sind in eigenen Listen der Ortsteile enthalten:
- Liste der Kulturdenkmäler in Atzenhain
- Liste der Kulturdenkmäler in Bernsfeld
- Liste der Kulturdenkmäler in Flensungen
- Liste der Kulturdenkmäler in Groß-Eichen
- Liste der Kulturdenkmäler in Höckersdorf
- Liste der Kulturdenkmäler in Ilsdorf
- Liste der Kulturdenkmäler in Merlau
- Liste der Kulturdenkmäler in Nieder-Ohmen
- Liste der Kulturdenkmäler in Ober-Ohmen
- Liste der Kulturdenkmäler in Ruppertenrod
- Liste der Kulturdenkmäler in Sellnrod
- Liste der Kulturdenkmäler in Wettsaasen